# Стычка у Крейзи-Вумен-Крика
Стычка у Крейзи-Вумен-Крика (англ. Battle of Crazy Woman Creek) — стычка между союзом племён шайеннов и лакота с одной стороны, и отрядом армии США с другой, произошедшее 20 июля 1866 года на территории современного округа Джонсон.

## Предыстория
Экспедиция на Паудер-Ривер убедила правительство Соединённых Штатов в том, что необходимо защитить фургонную дорогу от форта Ларами до золотых приисков в Монтане. Весной 1866 года власти США направили к индейцам специальную мирную комиссию. Вожди, подписавшие мирный договор с американцами, представляли лишь несколько дружественных общин, живших близ реки Миссури. Индейцы района реки Паудер, столкнувшиеся с армией генерала Патрика Коннора, не стремились идти на уступки американским властям и были против строительства армейских фортов на их земле. Лакота и северные шайенны не только не собирались уходить от Бозманского тракта, они вообще не желали позволять белым пользоваться им.
В 1866 году американские войска под командованием полковника Генри Каррингтона было приказано обеспечить безопасность Бозманского тракта. 14 июля полковник основал форт Фил-Карни, положив тем самым начало новой войне с индейцами в регионе, которая станет известной как Война Красного Облака. При этом сам Каррингтон рассчитывал не вступать в боевые действия с лакота и шайеннами, а преодолеть сопротивление индейцев с помощью «терпения, выдержки и здравого смысла».

## Стычка
20 июля 1866 года небольшой обоз переселенцев, сопровождаемый отрядом солдат под руководством лейтенанта Джорджа Темплтона, направлялся на север в форт Фил-Карни. Обоз проехал мимо форта Рино и направился к Крейзи-Вуман-Кроссингу. Лейтенанты Темплтон и Наполеон Дэниелс поехали вперёд в поисках подходящего места для переправы через реку Крейзи-Вумен-Крик. Не найдя хорошего брода, они вернулись, чтобы присоединиться к обозу. Внезапно американцы были атакованы 50 индейскими воинами. Дэниелс был тут же убит, а Темплтону удалось добраться до обоза и организовать оборону.
Сражение продолжалось с полудня до заката, когда у солдат закончились боеприпасы. Двое мужчин вызвались вернуться в форт Рино за помощью. Однако, прежде чем они успели уехать, к месту боя подъехал другой обоз из 34 повозок и 47 человек под командованием капитана Джорджа Берроуза. Берроуз возглавил объединённый отряд и вынудил индейцев отступить.
На следующий день американцы обнаружили тело Дэниелса. Лейтенант был раздет, скальпирован и пронзён 22 стрелами. Отряд не стал продолжать свой путь, а вернулся в форт Рино. Во время боя 2 американца были убиты и 6 ранены. О потерях индейцев ничего не сообщалось.